# Abrawayaomys ruschii
Abrawayaomys ruschii е вид бозайник от семейство Мишкови (Muridae). Видът е незастрашен от изчезване.

## Разпространение
Разпространен е в Аржентина и Бразилия.

## Описание
Теглото им е около 63 g.